# Région Huatesca Alta
La région Huatesca Baja est l'une des 10 régions administratives de l'État de Veracruz, au Mexique, et est localisée dans sa partie nord, au bord du golfe du Mexique. Limitrophe au nord de l'État de Tamaulipas et à l'ouest de ceux de San Luis Potosí et d'Hidalgo, elle tire son nom du peuple des Huaxtèques, qui habite la région depuis la période préhispanique. Une région géographique porte également ce nom, la Huasteca, qui couvre une surface plus vaste, mais n'a pas de rôle administratif.

## Géographie
Cette région confine à l'est au golfe du Mexique, et à l'ouest au sein de la chaîne de montagnes de la Sierra Madre orientale, qui se développe essentiellement dans les États de San Luis Potosí et d'Hidalgo. Elle fait partie du bassin versant du fleuve Río Pánuco. Au sein de l'État de Veracruz, elle est limitrophe au sud de la région Huasteca Baja.
lle est administrativement formée des 15 municipalités suivantes :
- Chalma (9)
- Chiconamel (7)
- Chinampa de Gorostiza (13)
- El Higo (2)
- Naranjos Amatlán (14)
- Ozuluama de Mascareñas (6)
- Pánuco (1)
- Platón Sánchez (8)
- Pueblo Viejo (3)
- Tampico Alto (4)
- Tantoyuca (10)
- Tempoal (5)
- Tamalín (12)
- Tamiahua (15)
- Tántima (11)

Régions de Veracruz, la région Huasteca Baja porte le n°1
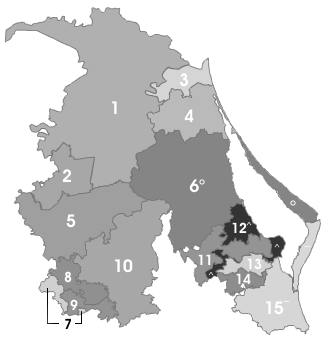
Municipalités de la région Huasteca Alta